# Metacetamol
Metacetamol ist ein nicht-toxisches Regioisomer von Paracetamol mit analgetischen und antipyretischen Eigenschaften, das jedoch noch nie als Arzneimittel vermarktet wurde.

## Gewinnung und Darstellung
Metacetamol kann durch Reaktion von m-Aminophenol mit Essigsäure gewonnen werden.

## Eigenschaften
Die Verbindung besitzt eine monokline Kristallstruktur mit der Raumgruppe P21 (Raumgruppen-Nr. 4). Es sind noch zwei weitere orthorhombische Kristallstrukturen bekannt.
In einer wissenschaftlichen Studie aus dem Jahr 1980 wurde vermutet, dass Metacetamol ein sichereres Analgetikum und Antipyretikum sein könnte als Paracetamol.